# Rzivost sedmikrásky
Rzivost sedmikrásky je houbová choroba rostlin způsobená houbou Puccinia distincta z čeledě rzi (Pucciniaceae) a řádu  rzi (Pucciniales ). Patogen je na konci 20. a začátku 21. století původcem nákazy charakteru epidemie. Patogen v ČR parazituje především na rostlinách rodu sedmikráska (Bellis) a způsobil ústup od pěstování tohoto druhu jako okrasné rostliny. Patogen patrně pochází z Austrálie nebo se vyvinul v polovině 19. století z australského druhu Puccinia obscura. V britském muzeu v Kew byla v 19. století popsána Puccinia distincta na travině rodu bika (Luzula), avšak morfologicky se od nynější Puccinia distincta liší.

## EPPO kód
PUCCDI

## Historie
První zprávy o epidemii způsobené P. distincta se objevily na konci 20. století (Schöller, 1997. WEBER et al, 1998a), ačkoliv je být možné, že stejný patogen způsobil závažné infekce na pěstovaných sedmikráskách které se od roku 1993 objevují v Německu (Schöller, 1997) a možná v roce 1981 v Anglii.

## Synonyma patogena

### Vědecké názvy
Podle biolib.cz je pro patogena s označením Puccinia distincta používáno více rozdílných názvů, například Lindrothia distincta.

## Zeměpisné rozšíření
Evropa, Austrálie, S.Amerika

### Výskyt v Česku
Potvrzen.

## Hostitel
Sedmikráska (Bellis spp.)

## Příznaky

### List
Po obou stranách listů (na líci častěji) jsou zřetelné žluté puchýřky, černající a nekrotizující skvrny s množstvím aecií s roztřepeným okrajem obsahujícími oranžové, později hnědooranžové aeciospory. Skvrny obvykle splývají, čepele listů se deformují a žloutnou.

## Význam
Zřejmé ekonomické dopady na pěstitele okrasných rostlin.

## Ekologie
Obecně rozšířená. Preferuje hostitele na stinných místech.

## Šíření
Větrem, vodou.

## Ochrana rostlin

### Chemická ochrana
K chemické ochraně zahradních kultivarů sedmikrásky ve sklenících jsou v zahraničí povoleny proti rzi fungicidy s účinnou látkou kresoxim-methyl (Discus), azoxystrobin (Ortiva) a myclobutanil (Systhane 20 EW).